# Patrick Paauwe
Patrick Paauwe, est un footballeur professionnel néerlandais né le 27 décembre 1975 à Dronten.

## Biographie
Patrick Paauwe a fait ses débuts professionnels avec le PSV Eindhoven. 
Il est ensuite passé par De Graafschap et le Fortuna Sittard. 
Le club où il a fait l'essentiel de sa carrière est le Feyenoord Rotterdam. C'est là qu'il remporte la totalité de ses titres, qu'il débute en Coupe d'Europe et qu'il connait la sélection nationale. 
Son titre le plus prestigieux est la Coupe de l'UEFA qu'il remporte en 2002 à Rotterdam aux dépens du Borussia Dortmund. Il fait alors partie d'une équipe performante, notamment composée de Paul Bosvelt, Shinji Ono, Jon Dahl Tomasson, Bonaventure Kalou, Pierre van Hooijdonk ou encore Robin van Persie.
Le 30 août 2002, il est défait par le Real Madrid en finale de la Supercoupe d'Europe.
À l'issue de la saison 2005-2006 il quitte Rotterdam et rejoint le Valenciennes FC, fraîchement promu en Ligue 1. Titulaire à part entière sous la houlette d'Antoine Kombouaré, il est de l'équipe qui parvient à maintenir le club.
Après une saison à Valenciennes, il part jouer au Borussia M'Gladbach en 2. Bundesliga. Cette saison réussie se concrétise par une montée en Bundesliga.
De 2009 à 2011, Paauwe revient aux Pays-Bas et termine sa carrière à VVV Venlo. Le 31 janvier 2011 il annonce la fin de sa carrière à la suite de blessures récurrentes.
Son petit frère Cees Paauwe est aussi footballeur professionnel.

## Palmarès
- Champion des Pays-Bas en 1999.
- Vainqueur de la Coupe UEFA 2001-2002.
- Finaliste de la Supercoupe de l'UEFA 2002.
- 26 matchs de Ligue des Champions, 24 matchs de Coupe de l'UEFA (1 but)
- 5 sélections avec l'équipe des Pays-Bas entre 2000 et 2002.

## Statistiques
| Saison                | Club                  | Championnat           | Championnat | Championnat | Coupe nationale | Coupe nationale | Coupe de la Ligue | Coupe de la Ligue | Compétition(s) continentale(s) | Compétition(s) continentale(s) | Compétition(s) continentale(s) | Supercoupe UEFA | Supercoupe UEFA | Pays-Bas | Pays-Bas | Total | Total |
| Saison                | Club                  | Division              | M.          | B.          | M.              | B.              | M.                | B.                | Comp.                          | M.                             | B.                             | M.              | B.              | M.       | B.       | M.    | B.    |
| 1993-1994             | PSV Eindhoven         | Eredivisie            | 1           | 0           | -               | -               | -                 | -                 | -                              | -                              | -                              | -               | -               | -        | -        | 1     | 0     |
| 1994-1995             | PSV Eindhoven         | Eredivisie            | 1           | 0           | -               | -               | -                 | -                 | -                              | -                              | -                              | -               | -               | -        | -        | 1     | 0     |
| 1995-1996             | De Graafschap         | Eredivisie            | 23          | 0           | -               | -               | -                 | -                 | -                              | -                              | -                              | -               | -               | -        | -        | 23    | 0     |
| 1996-1997             | Fortuna Sittard       | Eredivisie            | 30          | 2           | -               | -               | -                 | -                 | -                              | -                              | -                              | -               | -               | -        | -        | 30    | 2     |
| 1997-1998             | Fortuna Sittard       | Eredivisie            | 31          | 4           | -               | -               | -                 | -                 | -                              | -                              | -                              | -               | -               | -        | -        | 31    | 4     |
| 1998-1999             | Feyenoord Rotterdam   | Eredivisie            | 30          | 5           | -               | -               | -                 | -                 | -                              | -                              | -                              | -               | -               | -        | -        | 30    | 5     |
| 1999-2000             | Feyenoord Rotterdam   | Eredivisie            | 28          | 2           | -               | -               | -                 | -                 | C1                             | 10                             | 0                              | -               | -               | -        | -        | 38    | 2     |
| 2000-2001             | Feyenoord Rotterdam   | Eredivisie            | 31          | 6           | -               | -               | -                 | -                 | C1+C3                          | 5                              | 1                              | -               | -               | 3        | 0        | 39    | 7     |
| 2001-2002             | Feyenoord Rotterdam   | Eredivisie            | 28          | 2           | 2               | 0               | -                 | -                 | C1+C3                          | 13                             | 0                              | -               | -               | 2        | 0        | 45    | 2     |
| 2002-2003             | Feyenoord Rotterdam   | Eredivisie            | 32          | 2           | 4               | 0               | -                 | -                 | C1                             | 8                              | 0                              | 1               | 0               | -        | -        | 45    | 2     |
| 2003-2004             | Feyenoord Rotterdam   | Eredivisie            | 29          | 4           | 1               | 0               | -                 | -                 | C3                             | 4                              | 0                              | -               | -               | -        | -        | 34    | 4     |
| 2004-2005             | Feyenoord Rotterdam   | Eredivisie            | 21          | 0           | -               | -               | -                 | -                 | C3                             | 8                              | 0                              | -               | -               | -        | -        | 29    | 0     |
| 2005-2006             | Feyenoord Rotterdam   | Eredivisie            | 30          | 4           | 3               | 0               | -                 | -                 | C3                             | 2                              | 0                              | -               | -               | -        | -        | 35    | 4     |
| 2006-2007             | Valenciennes FC       | Ligue 1               | 29          | 1           | 1               | 0               | 1                 | 0                 | -                              | -                              | -                              | -               | -               | -        | -        | 31    | 1     |
| 2007-2008             | Borussia M'Gladbach   | 2.Bundesliga          | 33          | 3           | 2               | 0               | -                 | -                 | -                              | -                              | -                              | -               | -               | -        | -        | 35    | 3     |
| 2008-2009             | Borussia M'Gladbach   | Bundesliga            | 24          | 1           | -               | -               | -                 | -                 | -                              | -                              | -                              | -               | -               | -        | -        | 24    | 1     |
| 2009-2010             | VVV Venlo             | Eredivisie            | 31          | 1           | 2               | 0               | -                 | -                 | -                              | -                              | -                              | -               | -               | -        | -        | 33    | 1     |
| 2010-2011             | VVV Venlo             | Eredivisie            | 19          | 1           | -               | -               | -                 | -                 | -                              | -                              | -                              | -               | -               | -        | -        | 19    | 1     |
| Total sur la carrière | Total sur la carrière | Total sur la carrière | 451         | 38          | 15              | 0               | 1                 | 0                 | -                              | 50                             | 1                              | 1               | 0               | 5        | 0        | 523   | 39    |